# Musées nationaux du Kenya
Ne pas confondre avec le musée national de Nairobi
Les Musées nationaux du Kenya sont une institution publique kényane qui gère la plupart des musées, sites et monuments historiques du pays. Ils ont été fondés en 1960 et sont certifiés ISO 9001:2008.

## Histoire
L'histoire de l'institution débute en 1910, lorsqu'un groupe d’érudits britanniques établissent à Nairobi un musée d'histoire naturelle géré par la East Africa and Uganda Natural History Society. Ce groupe comprend, entre autres, deux membres de la Church Mission Society : les Révérends Harry Leakey (le père de Louis Leakey) et Kenneth St. Aubyn Rogers ainsi que deux fonctionnaires : Charles William Hobley et John Ainsworth.
En 1960, en prévision de l'indépendance, la East Africa and Uganda Natural History Society est scindée en National Museums of Kenya (NMK) et en Uganda Museums and Monuments (UMM). Les NMK reçoivent en charge la gestion des sites et monuments historiques nationaux du Kenya ainsi que celle des musées régionaux.
C'est à la fin des années 1990 que les NMK reçoivent une aide financière de l'Union européenne qui lui permet une modernisation de sa principale composante : le musée national de Nairobi ; une réforme juridique, une réorganisation et une meilleure approche du public de toutes ses composantes.

Cette aide modifie le nouveau slogan qui devient « Custodian of heritage » (« Concierge de l'héritage »), avec une valeur d'« Authentic, reliable, unifying, caring and authoritative » (« Authentique, sûre, unifiante, responsable et autorisée »).
En 2006, les NMK deviennent un établissement public par l'acte no 216 des Lois votées par le parlement kényan.
En 2009, ils reçoivent la certification ISO 9001:2008.

## Musées actuels et projets
Les musées nationaux du Kenya projettent d'ouvrir de nouveaux musées à :
- Garissa ;
- Manga ;
- Murang'a ;
- Siaya[note 3] ;
- Tamback.

## Recherche scientifique
Les musées nationaux du Kenya ont créé deux instituts de recherche scientifique :
- l’Institute of Primate Research (IPR), établi en 1960 par Louis Leakey, est situé dans la forêt d'Oloolua à Karen (en)(1° 21′ 33″ S, 36° 42′ 27″ E). Cet institut de recherche étudie l'évolution d'Homo sapiens au départ des primates ainsi que l'étude des primates vivants non humains dans le but de prévenir ou de guérir les pathologies humaines.
- le Research Institute of Swahili Studies of Eastern Africa (RISS-EA), créé en 2000, dont le centre de recherche principal est basé à au Swahili Cultural Center de Mombasa (4° 03′ 51″ S, 39° 40′ 47″ E) avec des implantations locales aux musées nationaux du Kenya, à Lamu et à Malindi. Cet institut promeut la culture swahilie en prodiguant des cours de façon intensive [3].